# Waltraut Nicolas
Waltraut Nicolas (geboren als Waltraut Bartels 5. Januar 1897 in Barkhausen, Landkreis Wittlage; gestorben 21. Oktober 1962 in Bad Godesberg) war eine deutsche Schriftstellerin.

## Leben
Waltraut Bartels war eine Tochter des Pfarrers Clemens Bartels und der Josefine Haccius, sie hatte sechs Geschwister. Nach dem frühen Tod des Vaters zog die Familie zum Onkel Georg Haccius (1847–1926), der als Direktor der Hermannsburger Mission fungierte und für die Familie die Vaterstelle übernahm. Waltraut Bartels besuchte die Missionsschule in Hermannsburg und das Lyceum in Wolfenbüttel. Sie absolvierte eine Lehre als Fotografin in Rostock und arbeitete als Porträtfotografin.
Bartels heiratete 1924 Günther Mattenklott und nach der Ehescheidung 1929 dessen Vetter Ernst Gottwalt Nicolas, der 1931 Mitglied der KPD wurde und unter dem Pseudonym Ernst Ottwalt publizierte. Waltraut Nicolas wurde Mitglied der Roten Hilfe  und schrieb als Gerichtsreporterin für die Deutsche Allgemeine Zeitung.
Nach der Machtergreifung der Nationalsozialisten 1933 flohen sie zunächst nach Dänemark und hielten sich in den ersten Monaten des Exils im Brecht-Haus auf Thurø bei Helene Weigel und Bert Brecht auf. Von dort gingen sie nach Prag. 1934 erhielt Ottwalt eine Einladung des Sowjetischen Schriftstellerverbandes, und Nicolas, die 1932 auch Parteimitglied der KPD geworden war, folgte ihm bald darauf.
In Moskau besuchte Nicolas Russisch-Kurse und arbeitete bei Hugo Huppert für das Feuilleton der Deutschen Zentral-Zeitung (DZZ). 1936 wurden Ottwalt und Nicolas unter einem Vorwand verhaftet und voneinander getrennt. Sie wurden zu fünf und zehn Jahren Lagerhaft  verurteilt. Ottwalt starb 1943 an den Haftbedingungen, Nicolas erfuhr davon erst 1958.
Sie wurde 1941 schwerkrank aus der Haft in Kotlas entlassen und im Rahmen des Hitler-Stalin-Paktes ins nationalsozialistische Deutsche Reich abgeschoben. Dort wurde sie in einem Hochverratsprozess zu einer Bewährungsstrafe von einem Jahr Haft verurteilt. Sie wurde von der Gestapo aufgefordert, ihre Erlebnisse in der Sowjetunion aufzuschreiben. Das Buch wurde nach dem deutschen Überfall auf die Sowjetunion 1942 unter dem Pseudonym Irene Cordes vom Reichspropagandaministerium mit dem Titel Laßt alle Hoffnung fahren veröffentlicht. Bei einer  Neuauflage fünfzehn Jahre später strich Nicolas antisemitische Passagen aus dem Text.
Nicolas’ weiteres Schreiben war stark vom Erlebnis der Lagerhaft geprägt. Sie änderte ihre politische Einstellung hin zu einer christlichen Glaubenshaltung und arbeitete in verschiedenen Funktionen im Sozialdienst der Evangelischen Kirche.

## Werke
- Irene Cordes: ...lasst alle Hoffnung fahren. Einband Ilse Fischer. Berlin : Junker u. Dünnhaupt, 1942
  - Der Weg ohne Gnade. Berlin : Junker u. Dünnhaupt, 1943
  - Die Kraft, das Ärgste zu ertragen, Frauenschicksale in Sowjetgefängnissen. Bonn : Athenäum, 1958
- Die Ersten und die Letzten. Roman. Hamburg : Hoffmann & Campe, 1947
- Russische Märchen. Heidelberg : Ähren, 1947
- ... und noch einmal Struwwelpeter : Moralische Geschichten für Kinder von 18 - 80 Jahren.  	Heidelberg : Ähren, 1947
- Schattenland. Sonette. Hamburg : Hoffmann & Campe, 1948
- Hier wird Gott dunkel. Erzählungen. Stuttgart : Deutsche Verlags-Anstalt, 1952
- Jungfrau Maleen : Spiel in 2 Akten nach dem gleichnamigen Märchen der Gebrüder Grimm. Stuttgart : Quell, 1953
- Mascha und der Krüppel.Spiel. Stuttgart : Quell, 1953
- Die Babuschka und der reiche Jüngling. Illustrationen Horst Kluger. Gütersloh : Rufer, 1954
- Der Geheime. Erzählungen. Gütersloh : Rufer, 1955
- Der Streik der Nonnen. Erzählungen. Gütersloh : Rufer, 1956
- Weißt du, wer neben dir geht? Geschichten aus einer fremden Welt. Hamburg : Agentur des Rauhen Hauses, 1958
- Wir jedoch, wir sind nicht so. Erzählungen. 1958
- Dein ist die Kraft, Vaterunser-Meditationen. Gelnhausen : Burckhardthaus, 1959
- Viele tausend Tage. Stuttgart : Steingrüben, 1960
- Hans von Lehndorff (Hrsg.): Der Fall Drostow. Erzählungen. Wuppertal-Barmen : Jugenddienst, 1964